# National Basketball Association 2009-2010
La stagione della National Basketball Association 2009-2010 è stata la 64ª edizione del campionato NBA. La stagione si è conclusa con la vittoria dei Los Angeles Lakers, che hanno sconfitto in finale i Boston Celtics per 4-3 nelle finali NBA.

## Squadre partecipanti
- Atlanta Hawks
- Boston Celtics
- Charlotte Bobcats
- Chicago Bulls
- Cleveland Cavaliers
- Dallas Mavericks
- Denver Nuggets
- Detroit Pistons
- G.S. Warriors
- Houston Rockets
- Indiana Pacers
- L.A. Clippers
- L.A. Lakers
- Memphis Grizzlies
- Miami Heat

- Milwaukee Bucks
- Minnesota T'wolves
- N.J. Nets
- N.O. Hornets
- N.Y. Knicks
- Oklahoma Thunder
- Orlando Magic
- Philadelphia 76ers
- Phoenix Suns
- Portland T. Blazers
- Sacramento Kings
- San Antonio Spurs
- Toronto Raptors
- Utah Jazz
- Wash. Wizards

## Classifiche

### Eastern Conference
Atlantic Division
|  |    |                    | G  | V  | P  | %    | GB |
|  | -- | ------------------ | -- | -- | -- | ---- | -- |
|  | 1. | Boston Celtics (4) | 82 | 50 | 32 | 61,0 | -  |
|  | 2. | Toronto Raptors    | 82 | 40 | 42 | 48,8 | 10 |
|  | 3. | N.Y. Knicks        | 82 | 29 | 53 | 35,4 | 21 |
|  | 4. | Philadelphia 76ers | 82 | 27 | 55 | 32,9 | 23 |
|  | 5. | N.J. Nets          | 82 | 12 | 70 | 14,6 | 38 |

Central Division
|  |    |                         | G  | V  | P  | %    | GB |
|  | -- | ----------------------- | -- | -- | -- | ---- | -- |
|  | 1. | Cleveland Cavaliers (1) | 82 | 61 | 21 | 74,4 | -  |
|  | 2. | Milwaukee Bucks (6)     | 82 | 46 | 36 | 56,1 | 15 |
|  | 3. | Chicago Bulls (8)       | 82 | 41 | 41 | 50,0 | 20 |
|  | 4. | Indiana Pacers          | 82 | 32 | 50 | 39,0 | 29 |
|  | 5. | Detroit Pistons         | 82 | 27 | 55 | 32,9 | 34 |

Southeast Division
|  |    |                       | G  | V  | P  | %    | GB |
|  | -- | --------------------- | -- | -- | -- | ---- | -- |
|  | 1. | Orlando Magic (2)     | 82 | 59 | 23 | 72,0 | -  |
|  | 2. | Atlanta Hawks (3)     | 82 | 53 | 29 | 64,6 | 6  |
|  | 3. | Miami Heat (5)        | 82 | 47 | 35 | 57,3 | 12 |
|  | 4. | Charlotte Bobcats (7) | 82 | 44 | 38 | 53,7 | 15 |
|  | 5. | Wash. Wizards         | 82 | 26 | 56 | 31,7 | 33 |

### Western Conference
Northwest Division
|  |    |                         | G  | V  | P  | %    | GB |
|  | -- | ----------------------- | -- | -- | -- | ---- | -- |
|  | 1. | Denver Nuggets (4)      | 82 | 53 | 29 | 64,6 | -  |
|  | 2. | Utah Jazz (5)           | 82 | 53 | 29 | 64,6 | -  |
|  | 3. | Portland T. Blazers (6) | 82 | 50 | 32 | 61,0 | 3  |
|  | 4. | Oklahoma Thunder (8)    | 82 | 50 | 32 | 61,0 | 3  |
|  | 5. | Minnesota T'wolves      | 82 | 15 | 67 | 18,3 | 38 |

Pacific Division
|  |    |                  | G  | V  | P  | %    | GB |
|  | -- | ---------------- | -- | -- | -- | ---- | -- |
|  | 1. | L.A. Lakers (1)  | 82 | 57 | 25 | 69,5 | -  |
|  | 2. | Phoenix Suns (3) | 82 | 54 | 28 | 65,9 | 3  |
|  | 3. | L.A. Clippers    | 82 | 29 | 53 | 35,4 | 28 |
|  | 4. | G.S. Warriors    | 82 | 26 | 56 | 31,7 | 31 |
|  | 5. | Sacramento Kings | 82 | 25 | 57 | 30,5 | 32 |

Southwest Division
|  |    |                       | G  | V  | P  | %    | GB |
|  | -- | --------------------- | -- | -- | -- | ---- | -- |
|  | 1. | Dallas Mavericks (2)  | 82 | 55 | 27 | 67,1 | -  |
|  | 2. | San Antonio Spurs (7) | 82 | 50 | 32 | 61,0 | 5  |
|  | 3. | Houston Rockets       | 82 | 42 | 40 | 51,2 | 13 |
|  | 4. | Memphis Grizzlies     | 82 | 40 | 42 | 48,8 | 15 |
|  | 5. | N.O. Hornets          | 82 | 37 | 45 | 45,1 | 18 |

## Vincitore
| Campione NBA 2009-2010          |
| ------------------------------- |
| Los Angeles Lakers (16º titolo) |

## Statistiche
| Categoria                    | Giocatore     | Squadra               | Statistiche |
| ---------------------------- | ------------- | --------------------- | ----------- |
| Punti per partita            | Kevin Durant  | Oklahoma City Thunder | 30,1        |
| Rimbalzi per partita         | Dwight Howard | Orlando Magic         | 13,2        |
| Assist per partita           | Steve Nash    | Phoenix Suns          | 11,0        |
| Palle rubate per partita     | Rajon Rondo   | Boston Celtics        | 2,33        |
| Stoppate per partita         | Dwight Howard | Orlando Magic         | 2,8         |
| Percentuale di realizzazione | Dwight Howard | Orlando Magic         | 61,0        |
| Percentuale tiri liberi      | Steve Nash    | Phoenix Suns          | 93,8        |
| Percentuale tiri da tre      | Kyle Korver   | Utah Jazz             | 54,1        |

## Premi NBA

### Riconoscimenti individuali
- Migliore giocatore dell'anno: LeBron James, Cleveland Cavaliers[1]
- Migliore matricola dell'anno: Tyreke Evans, Sacramento Kings[2]
- Migliore difensore dell'anno: Dwight Howard, Orlando Magic[3]
- Migliore sesto uomo dell'anno: Jamal Crawford, Atlanta Hawks[4]
- Migliore rivelazione dell'anno: Aaron Brooks, Houston Rockets[5]
- Migliore allenatore dell'anno: Scott Brooks, Oklahoma City Thunder[6]
- Migliore dirigente dell'anno: John Hammond, Milwaukee Bucks[7]
- NBA Sportsmanship Award: Grant Hill, Phoenix Suns[8]

### Quintetti ideali
All-NBA Team 
| Ruolo | Giocatore     | squadra               |
| ----- | ------------- | --------------------- |
| AG    | LeBron James  | Cleveland Cavaliers   |
| AP    | Kevin Durant  | Oklahoma City Thunder |
| C     | Dwight Howard | Orlando Magic         |
| G     | Kobe Bryant   | Los Angeles Lakers    |
| PM    | Dwyane Wade   | Miami Heat            |

| Ruolo | Giocatore         | squadra          |
| ----- | ----------------- | ---------------- |
| AG    | Dirk Nowitzki     | Dallas Mavericks |
| AP    | Carmelo Anthony   | Denver Nuggets   |
| C     | Amar'e Stoudemire | Phoenix Suns     |
| G     | Deron Williams    | Utah Jazz        |
| PM    | Steve Nash        | Phoenix Suns     |

| Ruolo | Giocatore    | squadra                |
| ----- | ------------ | ---------------------- |
| AG    | Tim Duncan   | San Antonio Spurs      |
| AP    | Pau Gasol    | Los Angeles Lakers     |
| C     | Andrew Bogut | Milwaukee Bucks        |
| G     | Joe Johnson  | Atlanta Hawks          |
| PM    | Brandon Roy  | Portland Trail Blazers |

 NBA All-Defensive Team 
| Ruolo | Giocatore      | squadra             |
| ----- | -------------- | ------------------- |
| AG    | LeBron James   | Cleveland Cavaliers |
| AP    | Gerald Wallace | Charlotte Bobcats   |
| C     | Dwight Howard  | Orlando Magic       |
| G     | Kobe Bryant    | Los Angeles Lakers  |
| PM    | Rajon Rondo    | Boston Celtics      |

| Ruolo | Giocatore        | squadra               |
| ----- | ---------------- | --------------------- |
| AG    | Anderson Varejão | Cleveland Cavaliers   |
| AP    | Josh Smith       | Atlanta Hawks         |
| C     | Tim Duncan       | San Antonio Spurs     |
| G     | Thabo Sefolosha  | Oklahoma City Thunder |
| PM    | Dwyane Wade      | Miami Heat            |

 NBA All-Rookie Team 
Team NBA matricole
- Tyreke Evans, Sacramento Kings
- Brandon Jennings, Milwaukee Bucks
- Stephen Curry, Golden State Warriors
- Taj Gibson, Chicago Bulls
- Darren Collison, New Orleans Hornets

Secondo Team NBA matricole
- Marcus Thornton, New Orleans Hornets
- DeJuan Blair, San Antonio Spurs
- James Harden, Oklahoma City Thunder
- Jonny Flynn, Minnesota Timberwolves
- Jonas Jerebko, Detroit Pistons